# Liste der Geheimbischöfe der Römisch-katholischen Kirche in Albanien
Enver Hoxha, der kommunistische Partisanenführer, proklamierte 1946 die Volksrepublik. 1967 rief Hoxha Albanien zum ersten atheistischen Staat der Welt aus, Religionsausübung war verboten. Erst nach dem Sturz des Systems 1990 gab es Öffnungen nach dem Westen. Heute ist Albanien eine „laizistische Republik“.
Folgende Personen wurden zu Bischöfen (Geheimbischöfen) der Römisch-katholischen Kirche geweiht:
| Name               | Bild | Geboren          | Funktion                                                                                            | Konsekration   | Konsekrator                                                     | Gestorben                           |
| ------------------ | ---- | ---------------- | --------------------------------------------------------------------------------------------------- | -------------- | --------------------------------------------------------------- | ----------------------------------- |
| Ernest Maria Coba  |      | 16. Februar 1912 | Apostolischer Administrator von Shkodra und Titularbischof von Midaëum (Publikation: 1952)          | 20. April 1952 | Bernardino Shlaku OFM Bischof von Pult                          | 8. Januar 1980 im Gefängnis getötet |
| Pjetër Dema        |      | 4. März 1880     | Kapitularvikar von Durrës und Titularbischof von Apollonias (Publikation: 1953)                     | 6. März 1949   | Bernardino Shlaku OFM, Bischof von Pult                         | 28. Januar 1955                     |
| Antonin Fishta OFM |      | 13. April 1902   | Apostolischer Administrator von Pult und Titularbischof von Amyzon (Publikation: 1957)              | 25. April 1957 | Ernest Maria Coba, Apostolischer Administrator von Shkodrë-Pult | 12. Januar 1980 im Gefängnis        |
| Nikollë Troshani   |      | 14. Mai 1915     | Apostolischer Administrator von Durrës und Lezha und Titularbischof von Cisamus (Publikation: 1960) | 25. März 1959  | Ernest Maria Coba, Apostolischer Administrator von Shkodrë-Pult | 25. Mai 1994                        |

Siehe Römisch-katholische Kirche in Albanien.